# 突っ張り
突っ張り（つっぱり）は、相撲の技の1つである。

## 概要
相撲用語の突っ張りは、平手で相手を突く技である。手を広げて指を下に向けた形で下からやや上向きに胸などを突き飛ばすように突く。両手を使い、下から上に回すように繰り出す。下から突っ張ることによって相手を起こして重心を高くする、差し手を自然と払い除ける、突っ張りの要領でのど輪を手際よく繰り出すなどの効果を得ることができる。逆に言えば上から突っ張るとそのような効果が期待できず、それ故「上突っ張り」は一般的にあまり評価されない傾向にある。平手を横に振って叩くのは張り手といって区別する。そのまま相手に手を添えて押すのは押しであり、突っ張りは繰り返して繰り出すものである。そのまま相手を土俵の外にだせば『突き出し』、土俵内で倒せば『突き倒し』の決まり手となる。
一般的に腕のリーチと押す力がある力士が得意とし、明治から大正にかけての横綱太刀山峯右エ門の突きは強烈で、“一突き半で相手を突き出す”ということから「四十五日（一突き半→一か月半）」の異名をとった。それ以降も、千代の山、曙らの長身横綱が強烈な突きで知られた。また、一発の強さでは劣るものの回転の早い突っ張りを多数繰り出す小柄な力士も多く、富士櫻、麒麟児、寺尾らが有名である。
- 天覧相撲の中でも屈指の名取組、1975年5月場所8日目、前頭筆頭富士櫻－小結麒麟児戦。

交互に回転を速く突くのが基本だが、立合いなどでは両手を同時に突くもろ手突きを使う力士も多い。もろ手突きは威力がある半面、かわされると相手の逆襲に遭うリスクもある。
突っ張りから叩き込みに転じるのも有効な攻め手であり、舛田山、千代大海らの得意技である。
プロレスにおいても使用され、主に大相撲出身レスラーに使用者がいる。代表的な使い手としては安田忠夫、力皇猛などが挙げられる。

## 鉄砲
鉄砲（てっぽう）は相撲の伝統的な稽古方法の一つであり、鉄砲柱と呼ばれる柱に向かって左右の突っ張りを繰り返す。
通常、鉄砲は摺り足と一連の動作として行う。攻めるときの手の動きと足の動きの基本を身につけるためであり、上半身のウェイトトレーニングだけでなく、足運びの習得にもつながる。鉄砲柱だけでなく羽目板に向かって行う場合もある。手足の動きは右手（左手）と右足（左足）は一緒に前に出る。これは六方やナンバ走りと同様の動きである。
地方場所（大阪、名古屋、福岡）の通路には、これを禁止する貼り紙「テッポウ厳禁」が掲示されている。これはテッポウをした場合、組み立て式の観客席に大きな振動の影響が起き、事故につながるおそれがあるためである。